# Таршна
Таршна́ - деревня в Высокогорском районе Республики Татарстан. Входит в Дубъязское сельское поселение.

## География
Деревня расположена в 24 километрах к северо-западу от железнодорожной станции «Высокая Гора».

## История
Основана не позднее начала XVII века. В XVIII - первой половине XIX веков жители относились к категории государственных крестьян. Занимались земледелием, разведением скота, пчеловодством, башмачным промыслом, извозом, отхожими промыслами. 
В «Списке населенных мест по сведениям 1859 года», изданном в 1866 году, населённый пункт упомянут как казённая деревня Таршня 3-го стана Казанского уезда Казанской губернии. Располагалась при безымянном ключе, по левую сторону Уржумского торгового тракта, в 30 верстах от губернского города Казани и в 25 верстах от становой квартиры в казённой деревне Верхние Верески. В деревне в 35 дворах жили 339 человек (176 мужчин и 163 женщины). Была мечеть.
В начале XX века в Таршне функционировали мечеть (была построена в 1887 году), медресе, 2 мелочные лавки. В этот период земельный надел сельской общины составлял 531,9 десятин. До 1920 года деревня входила в Студёно-Ключинскую волость Казанского уезда Казанской губернии. С 1920 года в составе Арского кантона Татарской АССР. С 10 августа 1930 года в Дубъязском, с 1 февраля 1963 года в Зеленодольском, с 12 января 1965 года в Высокогорском районах.

## Население
| 1782 | 1859 | 1897 | 1908 | 1920 | 1926 | 1938 |
| ---- | ---- | ---- | ---- | ---- | ---- | ---- |
| 39   | ↗333 | ↗381 | ↗446 | ↘357 | ↗411 | ↘390 |
| 1949 | 1958 | 1970 | 1989 | 2008 |      |      |
| ↘222 | ↘120 | ↘88  | ↘0   | →0   |      |      |